# Nyang Chu (Shigatsé)
Pour les articles homonymes, voir Nyang Chu.
La Nyang Chu, plus rarement Myang-chu (tibétain : མྱང་ཆུ, Wylie : myang chu, མྱང་ཆུ་གཙང་པོ, myang chu gtsang po, ཉང་ཆབ, nyang chab ou parfois ཉང་ཆུ, nyang chu, en  chinois : 年楚河 ; pinyin : niánchǔ hé) est un cours d'eau de la ville-préfecture de Shigatsé, dans la région autonome du Tibet en république populaire de Chine.
Long de 217 kilomètres, la Nyang Chu se jette dans le Yarlung Tsangpo (Brahmaputre) à Shigatsé. Le Barrage Mamlha (ou Manla) se trouve sur le cours de la Nyang Chu.